# AHCTF1
AHCTF1‏ (AT-hook containing transcription factor 1) هوَ بروتين يُشَفر بواسطة جين AHCTF1 في الإنسان.